# 宇都宮大潔
宇都宮 大潔（うつのみや おおきよ、文化元年8月（1804年） - 明治8年1月18日(1875年））は、江戸時代末期から明治時代初期の土御門家の陰陽師、歌人。播磨飾磨英賀（現在の姫路市飾磨区）の生まれ。大潔は諱であり、名は昌斎、字を大進、号は鐸綱、隠居後に鍬斎とした。
若い頃より国学・和歌に興味を持ち、大江広海に師事して万葉集を学んだ。本居宣長を独学したが、のちに賀茂季鷹に和歌・国学・書などの教えを受ける。宇都宮家は高持百姓として石高を得ていたが、それ以外に家相の診断や和歌の指導などで収入を得ていた。
『菅野屋集』・『青藍集』・『鰒玉集』などに和歌が載せられている。学問は博識で郷土史研究に貴重な研究を遺している。
教育熱心な姿勢を貫き、明治維新の後、70歳の高齢で小学校の教師をしている。
享年72。その死を悼み、多くの門弟が墓碑を建立している。

## 著述
- 『播磨奇人伝』
- 『播磨後風土記』
- 『地理天機』